# 山陽杯
山陽杯（さんようはい）は、アングロアラブ競走馬による兵庫県競馬組合（園田競馬場・姫路競馬場、ただし兵庫県側での開催は園田競馬場のみ）と広島県福山市・福山競馬場の交流競走として1996年～2000年にかけて開催された競走である。

## 概要
以前から、兵庫県競馬と福山競馬の交流は補助馬（主催団体や馬主会が購入する団体購入馬）による3歳馬の交流競走（園田・益田・福山交流特別、福姫交流）を開催してきたが、古馬オープンクラス（高額賞金獲得馬）による交流戦も実施しようと、ホーム・アンド・アウェーに準じた形で年2回兵庫県と福山でそれぞれ開催することになった。なお1997年10月の第4回（園田）、1999年10月の第7回（福山）の各競走は西日本（東海・北陸以西）交流重賞の、2000年10月の第10回（園田）の競走は全国交流重賞の「タマツバキ記念山陽杯」として開催された。
しかし、兵庫県競馬がアングロアラブの競走を段階的に縮小し、これまで開催した重賞競走をサラブレッドに転換、あるいは競走そのものを廃止する動きが活発になってきたことなどから、2000年度の開催を最後に廃止された。

## 歴代優勝馬
| 回数   | 年月日         | 競馬場 | 距離  | 優勝馬             | 性齢 | 所属 | タイム   | 優勝騎手 | 管理調教師 |
| ------ | -------------- | ------ | ----- | ------------------ | ---- | ---- | -------- | -------- | ---------- |
| 第2回  | 1996年11月3日  | 福山   | 1800m | ヒカサクィーン     | 牝7  | 兵庫 | 1分59秒6 | 尾林幸二 | 濱口正行   |
| 第3回  | 1997年6月1日   | 福山   | 1800m | ケイエスヨシゼン   | 牡4  | 兵庫 | 1分58秒7 | 岩田康誠 | 保利照美   |
| 第4回  | 1997年10月22日 | 園田   | 1800m | アカネリンボー     | 牡6  | 愛知 | 1分58秒5 | 原口次夫 | 磯村林三   |
| 第5回  | 1998年6月7日   | 福山   | 1800m | ニホンカイユーノス | 牡4  | 兵庫 | 1分58秒5 | 小牧太   | 曾和直榮   |
| 第7回  | 1999年10月10日 | 福山   | 1800m | エイランボーイ     | 牡5  | 兵庫 | 1分58秒3 | 小牧太   | 森澤憲一郎 |
| 第9回  | 2000年6月11日  | 福山   | 1800m | ワールドアイ       | 牡6  | 福山 | 1分59秒5 | 嬉勝則   | 高本友芳   |
| 第10回 | 2000年10月11日 | 園田   | 1870m | ワシュウジョージ   | 牡5  | 兵庫 | 2分02秒3 | 小牧太   | 曾和直榮   |

- コース：ダート
- 2000年以前の優勝馬の馬齢も現表記を用いる。
- 第1回、第6回、第8回は特別競走のため省略。